# Fredi Beleri
Dionysios-Frentīs Mpelerīs, noto semplicemente come Fredi Beleri (in greco Διονύσιος-Φρέντης Μπελέρης?; Himara, 1972), è un attivista e politico albanese con cittadinanza greca.

## Biografia
È nato a Himara nel 1972 in una famiglia greca, che non poté assegnarli un nome di origine greca a causa delle leggi in vigore nella Repubblica Popolare Socialista d'Albania.
Dopo la caduta del regime socialista, intorno al 1990 emigrò a Zante, in Grecia, venendo battezzato come cristiano ortodosso e assumendo il nome di Dionysios; dopo aver vissuto e lavorato a Zante per quattro anni si trasferì ad Atene nel 1994, dove ebbe un'impresa idraulica e dove iniziò nel 2005 a studiare presso il Dipartimento di studi internazionali ed europei dell'Università Panteion. 'E stato membro di organizzazioni per la promozione dei diritti della minoranza greca in Albania, inclusa Omonoia.
Nel 1995 è stato arrestato nei pressi di Delvinaki, sul confine greco-albanese, dalla Polizia di frontiera greca poiché nella macchina in cui si trovava insieme ad altre sei persone erano presenti armi da fuoco, baionette, radio ed uniformi mimetiche; l'arresto fu collegato alla strage di Peshkëpi, avvenuta alcuni mesi prima. Nel corso del processo d'appello in Grecia, tenutosi a porte chiuse per motivi di sicurezza nazionale nel 1999, le pene per le persone coinvolte sono state ridotte a 18-20 mesi di reclusione per possesso illecito di armi da fuoco.
Il 26 dicembre 2006 Beleri, insieme ad altri, è stato condannato dal tribunale di Valona a tre anni di reclusione per oltraggio ai simboli della Repubblica d'Albania e per aver incitato all'odio etnico durante una manifestazione di protesta ad Himara nell'ambito delle elezioni locali del 2003. Beleri tuttavia non ha scontato la pena, lasciando il paese e facendovi ritorno solo dopo la prescrizione della sentenza nel 2011.
È stato segretario generale e poi presidente dell'Associazione dei Chimarioti, divenendo nel 2009 membro del consiglio generale di Omonoia. Politicamente è considerato vicino ad ambienti dell'estrema destra greca, avendo preso parte ad un evento organizzato dal leader di Alba Dorata Nikólaos Michaloliákos oltre che a diversi eventi organizzati dal Raggruppamento Popolare Ortodosso.

### Carriera politica
Nel 2003, come attivista del Partito dei Diritti Umani che rappresenta la minoranza greca in Albania, Fredis Beleris era membro del comitato elettorale nel seggio elettorale di Piluri, a Himara. In quelle elezioni, forze di sicurezza sotto copertura con la tolleranza, se non il sostegno, della polizia albanese, picchiarono membri delle commissioni elettorali (incluso Fredis Beleris) ed entrarono illegalmente nei centri elettorali per rubare le urne e riempirle con schede false. In un caso, non esitarono nemmeno a pugnalare un cittadino civile di Himara che, insieme ad altri civili, stava cercando di salvaguardare il processo elettorale. Tutto ciò è stato registrato dettagliatamente nel relativo rapporto dell'OSCE. In quelle elezioni, il partito socialista che era anche al governo, si dichiarò vincitore, volendo sigillare senza vergogna la flagrante frode e il crimine. Fu solo l'intervento del fattore internazionale, che attraverso i suoi osservatori inviati aveva un quadro chiaro di ciò che stava succedendo, a prevenire l'ingiustizia grave e a permettere il riconoscimento della vera volontà del popolo di Himara, formalizzando l'elezione di Vassilis Bolanos.
OSCE Raporto in Inglese https://www.osce.org/odihr/elections/albania/24481
OSCE Raporto in Albanese https://www.osce.org/sq/odihr/elections/albania/24481
VIDEO degli eventi del 2003 https://www.youtube.com/watch?v=_RZDgujeo4M
Nel 2004, e in relazione agli eventi che si sono verificati nelle elezioni del 2003, fu condannato in contumacia dalle autorità albanesi con accuse completamente false basate su assolutamente nessuna prova, per "insulti ai simboli nazionali albanesi e incitamento all'odio nazionale". Fu costretto a sfuggire alla condanna che fu annullata nel 2014.
Nel 2014, si è opposto alla nuova divisione amministrativa che univa le ex municipalità di Himara e Lukovo (abitata prevalentemente da persone di origine greca) con il comune di Vranista (abitato da persone di origine albanese).
Nel 2015, ha evidenziato la demolizione del Santo Tempio di Sant'Atanasio a Drymades e ha costretto il governo a ricostruire il tempio.
Nel 2016, ha impedito la demolizione pianificata di 20 edifici residenziali greci, nel centro di Himara. Il suo atteggiamento verso l'arbitrarietà del governo di Rama a spese della minoranza greca di Himara, ma anche a spese dello stato di diritto e delle istituzioni democratiche in generale, lo ha posto in prima linea contro il governo e i media progovernativi.
Nel 2015, si è candidato a sindaco di Himara, ma è stato sconfitto.
Nel 2019 tentò di presentarsi alle elezioni locali come candidato sindaco di Himara ma la sua candidatura non è stata accettata dalla Commissione elettorale centrale in ottemperanza alla legge albanese che prevede l'impossibilità di ricoprire una funzione pubblica per un periodo pari a 10 anni dalla fine della pena. Beleri si è quindi rivolto alla Corte europea dei diritti dell'uomo contro l'Albania, sostenendo che sia stata violata la sua libertà di espressione tutelata dalla Costituzione albanese, ma la corte ha dichiarato inammissibile il suo ricorso.
Alle successive elezioni locali del 2023 si è presentato come candidato a sindaco di Himara per il Partito dell'Unione per i Diritti Umani (PBDNJ). Due giorni prima dello svolgimento effettivo delle elezioni, il 12 maggio 2023, è stato arrestato con l'accusa di corruzione per aver comprato dei voti. Nonostante ciò ha vinto le elezioni, pur non potendo prestare giuramento; la carica di sindaco è quindi rimasta al suo predecessore nonché secondo classificato alle elezioni Jorgo Goro, successivamente arrestato con l'accusa di corruzione avanzata da Beleri stesso. La sua detenzione ha provocato la preoccupazione del Congresso dei poteri locali e regionali oltre che uno strappo nelle relazioni bilaterali tra Albania e Grecia, con quest'ultima che ha minacciato di ostacolare il processo di adesione dell'Albania all'Unione europea; il vicepresidente greco della Commissione europea Margaritīs Schoinas ha criticato la detenzione di Beleri definendola "anti-europea". Il 5 marzo 2024 è stato condannato a due anni di detenzione per compravendita di voti. In risposta al suo arresto il partito di maggioranza greco Nuova Democrazia lo ha candidato alle elezioni europee del 2024 nella circoscrizione nazionale greca, risultando eletto al Parlamento europeo con 238 801 voti. Il 2 settembre 2024 Beleri è stato rilasciato dal carcere albanese. L'avvocato di Beleris, Geni Gjyzari, ha dichiarato ai media locali che un tribunale della città di Fier ha accolto la richiesta di rilascio anticipato.